# Liste des bourgmestres de Hoogstraten
C'est la liste des bourgmestres de Hoogstraten.
- 1818 - 1830 : François de Boungne
- 1830 - 1831 : J.H. de Keirsmaekers
- 1831 - 1832 : Jan Baptist Laurijssen
- 1832 - 1869 : Cornelius Mercelis
- 1870 - 1871 : Josephus de Boungne
- 1871 - 1876 : Franciscus Vermeulen
- 1877 - 1911 : Henricus Brosens
- 1912 - 1926 : Alfons Van Hoof
- 1926 - 1932 : Renaat Van den Kieboom (UCB)
- 1933 - 1941 : Jan Brosens
- 1941 - 1944 : Piet Gommers
- 1944 - 1947 : Antoon Brosens
- 1947 - 1954 : Camille Thirion
- 1954 - 1959 : Henri Brosens
- 1959 - 1963 : Jozef Bastiaens
- 1963 - 1971 : Henri Brosens
- 1971 - 1977 : Jos Van Aperen (KGB)
- 1977 - 1982 : Alfons Sprangers (FB)
- 1983 - 1987 : Jos Van Aperen (KGB)
- 1987 - 1988 : Fons Jansen (KGB)
- 1989 - 2012 : Arnold Van Aperen (KVB)
- 2013 - : Tinne Rombouts (CD&V)

## Source
- Leunen, M. (1982) Hoogstraten. Historisch fotoboek. Retie: Kempische Boekhandel